# Monster (Shawn Mendes e Justin Bieber)
Monster è un singolo dei cantanti canadesi Shawn Mendes e Justin Bieber, pubblicato il 20 novembre 2020 come secondo estratto dal quarto album in studio di Shawn Mendes Wonder.

## Pubblicazione
Le prime voci su una possibile collaborazione tra Mendes e Bieber hanno iniziato a circolare durante l'estate 2020, dopo la pubblicazione di foto che ritraevano i due cantanti in uno studio di registrazione a Los Angeles. L'esistenza della canzone è stata poi confermata da Mendes a settembre 2020, in contemporanea con l'annuncio dell'album, senza svelare tuttavia nessuna informazione sulla collaborazione. I due artisti hanno infine annunciato la pubblicazione del singolo il 16 novembre 2020 attraverso una serie di trailer del video musicale pubblicati sui loro canali social.

## Promozione
Mendes e Bieber hanno aperto la cerimonia degli American Music Awards eseguendo il brano il 22 novembre 2020.

## Video musicale
Il video, diretto da Colin Tilley, è stato reso disponibile attraverso il canale YouTube di Shawn Mendes in contemporanea con il lancio del singolo.

## Tracce
Testi e musiche di Shawn Mendes, Justin Bieber, Adam King Feeney, Ashton Simmonds e Mustafa Ahmed.
1. Monster – 2:58

## Formazione
Musicisti
- Shawn Mendes – voce
- Justin Bieber – voce

Produzione
- Frank Dukes – produzione, registrazione
- Kaan Gunesberk – produzione aggiuntiva
- Matthew Tavares – produzione aggiuntiva
- Josh Gudwin – produzione vocale, registrazione
- Robin Florent – missaggio
- Manny Marroquin – missaggio
- Chris Galland – assistenza al missaggio
- Jeremie Inhaber – assistenza al missaggio
- George Seara – registrazione

## Classifiche

### Classifiche settimanali
| Classifica (2020-21)  | Posizione massima |
| --------------------- | ----------------- |
| Argentina             | 87                |
| Australia             | 7                 |
| Austria               | 2                 |
| Belgio (Fiandre)      | 35                |
| Belgio (Vallonia)     | 41                |
| Bulgaria              | 6                 |
| Canada                | 1                 |
| Corea del Sud         | 198               |
| Croazia               | 19                |
| Danimarca             | 1                 |
| Francia               | 75                |
| Germania              | 6                 |
| Grecia                | 6                 |
| Irlanda               | 10                |
| Islanda               | 18                |
| Italia                | 36                |
| Libano                | 5                 |
| Lituania              | 7                 |
| Malaysia              | 7                 |
| Norvegia              | 4                 |
| Nuova Zelanda         | 8                 |
| Paesi Bassi           | 8                 |
| Perù                  | 52                |
| Polonia               | 26                |
| Portogallo            | 6                 |
| Regno Unito           | 9                 |
| Repubblica Ceca       | 8                 |
| Repubblica Dominicana | 31                |
| Romania               | 17                |
| Singapore             | 4                 |
| Slovacchia            | 5                 |
| Slovenia              | 26                |
| Spagna                | 41                |
| Stati Uniti           | 8                 |
| Svezia                | 9                 |
| Svizzera              | 2                 |
| Ungheria              | 4                 |

### Classifiche di fine anno
| Classifica (2020) | Posizione |
| ----------------- | --------- |
| Ungheria          | 87        |
| Classifica (2021) | Posizione |
| Canada            | 15        |
| Danimarca         | 88        |
| Portogallo        | 88        |